# FC Costuleni
FC Costuleni este un club de fotbal din Costuleni, Republica Moldova.
În ultimele sezoane echipa a evoluat în Divizia Națională, înainte ca pe 20 noiembrie 2014 să se retragă din campionat după 12 meciuri disputate.

## Istorie
Pe 24 iunie 2013, după câteva luni în care s-a aflat la Rapid Ghidighici, omul de afaceri italian Pietro Belardelli a preluat echipa FC Costuleni de la Iurie Chirinciuc contra sumei simbolice de un leu. Fostul patron, Iurie Chirinciuc, avea să ocupe în continuare funcția de președinte de onoare al echipei, iar Pietro Belardelli să se ocupe de finanțarea și gestionarea clubului. Totuși, peste câteva luni s-a constatat că Belardelli nu se mai ocupă de echipă și clubul a trecut din nou în gestiunea lui Iurie Chirinciuc.
La sfârșitul lui noiembrie 2014, clubul FC Costuleni s-a retras din campionat după 12 meciuri disputate. Proaspătul președinte al clubului, Andrei Grigor, a motivat decizia prin faptul că echipa nu va reuși să îndeplinească obiectivul de a acede în cupele europene, până la finele sezonului. Fostul patron al echipei FC Costuleni, Iurie Chirinciuc, care este acum președinte de onoare al formației, a declarat că echipa are probleme financiare. El a mai menționat că „Costuleniul nu dispare, ci doar se retrage din campionat”.

## Lotul echipei
Ultimul lot al echipei, înainte de retragerea din campionat și încetarea existenței, de facto.
| Nr. |                   | Poziție | Jucător            |
| --- | ----------------- | ------- | ------------------ |
| 1   | Republica Moldova | P       | Adrian Pătraș      |
| 4   | Republica Moldova | F       | Alexandr Cucerenco |
| 5   | Republica Moldova | M       | Sergiu Sîrbu       |
| 6   | Republica Moldova | M       | Vasile Soltan      |
| 7   | Republica Moldova | A       | Stanislav Luca     |
| 8   | Republica Moldova | M       | Sergiu Mocanu      |
| 9   | Republica Moldova | A       | Vladislav Ivanov   |
| 10  | Republica Moldova | A       | Vadim Cemirtan     |
| 11  | Republica Moldova | M       | Ivan Carandașov    |
| 14  | Coasta de Fildeș  | M       | Pacôme Kouassi     |
| 15  | Republica Moldova | F       | Eugen Lavrinovici  |

| Nr. |                   | Poziție | Jucător              |
| --- | ----------------- | ------- | -------------------- |
| 17  | Republica Moldova | M       | Petru Ojog           |
| 16  | Republica Moldova | A       | Andrei Bugneac       |
| 18  | Nigeria           | A       | Maxwell Egwatu       |
| 19  | Turcia            | M       | Yakup Sertkaya       |
| 21  | Republica Moldova | M       | Alexandr Muziciuc    |
| 24  | Republica Moldova | F       | Alexandru Scripcenco |
| 33  | Republica Moldova | M       | Vitalie Negru        |
| 55  | Republica Moldova | F       | Alexei Savinov       |
|     | Republica Moldova | M       | Petru Hvorosteanov   |
|     | Georgia           | M       | Sandro Shugladze     |
|     | Republica Moldova | M       | Igor Kostrov         |

Antrenor Laurențiu Tudor

## Palmares
- Divizia "A" (1): 2009-10
- Divizia "B" Nord (1): 2008-09

## Istoric evoluții
| Sezon   | Div.              | Poz. | MJ | V  | E  | Î  | GM | GP | P  | Cupă               | Europa | Europa | Golgheter (campionat)                   | Antrenor |
| ------- | ----------------- | ---- | -- | -- | -- | -- | -- | -- | -- | ------------------ | ------ | ------ | --------------------------------------- | --- |
| 2008–09 | Divizia "B" Nord  | 1    | 22 | 20 | 2  | 0  | 86 | 6  | 62 | Runda 2            | —      | —      |                                         | Ilie Vieru |
| 2009–10 | Divizia "A"       | 1    | 30 | 24 | 2  | 4  | 90 | 27 | 74 | Optimi de finală   | —      | —      |                                         | Ilie Vieru |
| 2010–11 | Divizia Națională | 10   | 39 | 7  | 6  | 26 | 23 | 68 | 27 | Sferturi de finală | —      | —      | Eduard Tomașcov (7)                     | Ilie Vieru Igor Ursachi (24 Oct 2010–22 Feb 2011) Sergiu Botnăraș                                                                                                |
| 2011–12 | Divizia Națională | 12   | 33 | 3  | 11 | 19 | 19 | 54 | 20 | Optimi de finală   | —      | —      | Victor Gonța (3)                        | Sergiu Botnăraș Velizar Popov (1 iulie 2011–3 aprilie 2012) Marcel Reșitca                                                                                       |
| 2012–13 | Divizia Națională | 8    | 33 | 9  | 11 | 13 | 38 | 48 | 38 | Optimi de finală   | —      | —      | Vadim Cemîrtan (12)                     | Vitalie Mostovoi (1 iulie 2012–19 Ian 2013) Lilian Popescu (22 Ian 2013–30 Iul 2013) Marian Pană (25 iulie 2013–13 august 2013) Lilian Popescu (13 august 2013–) |
| 2013–14 | Divizia Națională | 7    | 33 | 16 | 4  | 13 | 43 | 33 | 52 | Optimi de finală   | —      | —      | Andrei Bugneac (6) Vladislav Ivanov (6) | Lilian Popescu (13 august 2013–ianuarie 2014) Igor Ursachi (ianuarie 2014-iunie 2014)                                                                            |
| 2014–15 | Divizia Națională | –    | –  | –  | –  | –  | –  | –  | –  | –                  | —      | —      | –                                       | Laurențiu Tudor (19 iunie 2014—20 noiembrie 2014) |